# Taisto Mäki
Taisto Mäki (Rekola, 1910. december 2. – Helsinki, 1979. május 5.) Európa-bajnok finn atléta, közép- és hosszútávfutó, egyike a Repülő finneknek. Mäki Paavo Nurmi edzője és barátja volt, 5000 és 10 000 méteren 1939 és 1942 között egyidejűleg tartotta a világrekordot. Ő volt az első ember, aki 30 percen belül futotta a 10 000 méteres távot. 1939. szeptember 17-én saját világrekordját megjavítva ért el 29:52,6-os időt.

## Élete
Mäki Vantaa településén, Rekolában született. Amikor Finnország uralta a férfiak hosszú távú futását, Mäki 1938-ig nem ért el kiugró eredményt. Az év szeptemberében azonban megnyerte az 5000 méteres távot a párizsi Európa-bajnokságon, a svéd Henry Jonssont és a finn Kauko Pekurit megelőzve, 14:26,8-as időt elérve. 1938. szeptember 29-én, kevesebb mint négy héttel a párizsi győzelmét követően Mäki először döntötte meg a 10 000 méteres világrekordot, Ilmari Salminen régi rekordját több mint három másodperccel megjavítva, 30:02,0-es időt futva. A következő nyáron ötször állított fel új világrekordot.  Június 7-én közel három másodperccel futott jobb időt Szabó Miklós világrekordjánál, 8:53,2-es idővel győzve a Helsinki Olimpiai Stadionban a 2 mérföldes távon. Kilenc nappal később, ugyanabban a stadionban nyolc másodpercet faragott Lauri Lehtinen 5 000 méteres rekordjából. Saját világrekordjából közel 10 másodpercet faragva szeptember 17-én a 10 000 méteres távon a világon elsőként törte át a 30 másodperces határt 29:52,6-os idejével.
1939. november 30-án kitört a szovjet-finn téli háború és Mäki sok más atlétához hasonlóan a karéli állomásra került. 1940 februárjában Paavo Nurmival együtt az Egyesült Államokba látogattak, hogy pénzt gyűjtsenek a finn segélyalap számára. A turné során, amely két hónapig tartott, két amerikai atlétával versenyeztek 14000 ember előtt a Madison Square Gardenben. Mäki idejei ekkor már elmaradtak az egy évvel korábban felállított rekordoktól, majd pályáját a második világháború is megtörte. Ez az 1940-es, Helsinkiben tervezett olimpia eltörléséhez is vezetett, így Mäki elveszítette az esélyt, hogy hazáját saját közönsége előtt képviselhesse.